# Luis Ibáñez (argentyński zapaśnik)
Luis Ibáñez – argentyński zapaśnik walczący w stylu klasycznym. Zdobył brązowy medal na igrzyskach Ameryki Południowej z 2006. Trzeci na mistrzostwach panamerykańskich juniorów w 2004 roku.